# Frank Dragtenstein

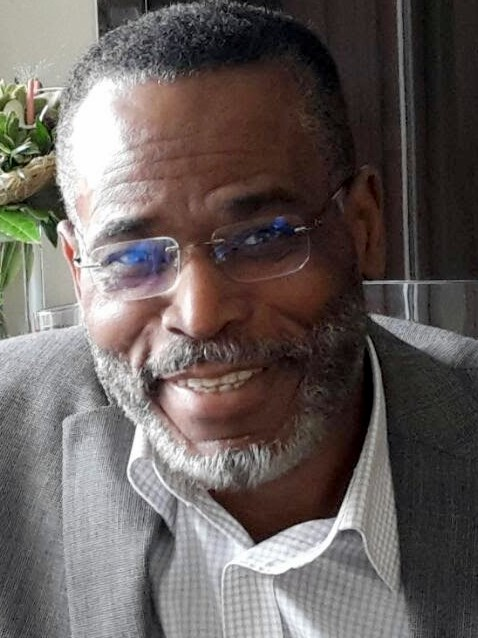
Frank Dragtenstein

Rudolf Franklin Dragtenstein (Paramaribo, 9 september 1949) is een Surinaams-Nederlands historicus en Surinamist. Hij is gespecialiseerd in de geschiedenis van Afrikanen in de diaspora, de Surinaamse slavernij, marronage en gewapend verzet.

## Opleiding
Dragtenstein studeerde voor onderwijzer aan de Surinaamse Kweekschool in Paramaribo en de Gemeentelijke Pedagogische Academie in Amsterdam. Na een studie geschiedenis aan de School voor Taal- en Letterkunde in Den Haag werkte hij als docent geschiedenis bij de Stichting Rotterdams Conservatorium.
Dragtenstein studeerde Geschiedenis van de Overzeese Expansie/ Koloniale Geschiedenis aan de Rijksuniversiteit Leiden en de Universiteit van Utrecht. Tussen 1990 en 1993 was hij bestuurslid van de Stichting Instituut ter Bevordering van de Surinamistiek. Van 2001 tot 2012 was hij werkzaam als onderzoeker bij het Nationaal Instituut Nederlands Slavernijverleden en erfenis (NiNsee) in Amsterdam.
Dragtenstein was, naast Okke ten Hove, mede-auteur van het invloedrijke boek Manumissies in Suriname, 1832-1863 (1997).
In 2002 promoveerde hij aan de Universiteit van Utrecht op zijn proefschrift “De ondraaglijke stoutheid der wegloopers”; Marronage en koloniaal beleid in Suriname, 1667-1768.

## Werken

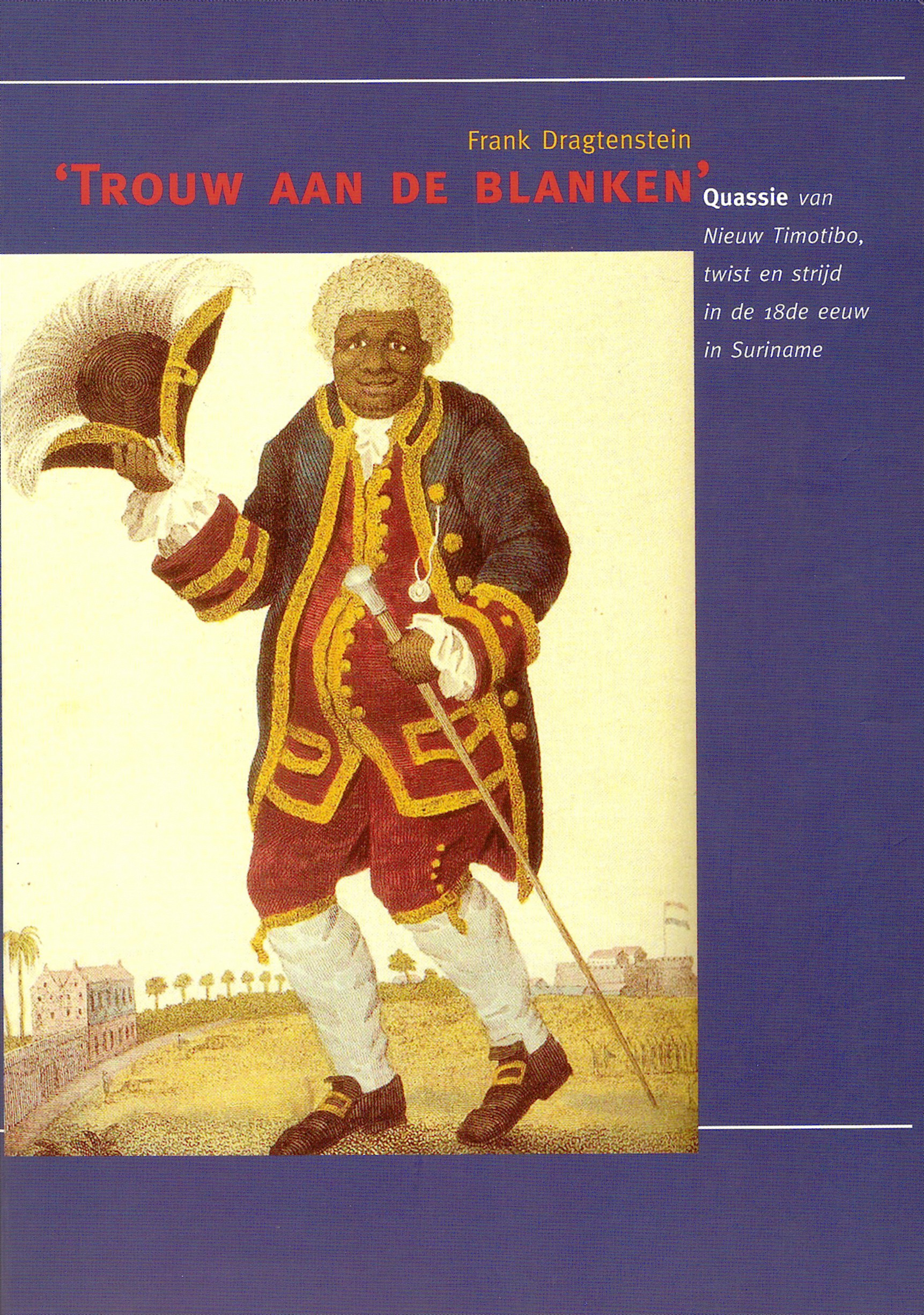
Boek over Quassie van Timotibo

- In 2004 verscheen van zijn hand “Trouw aan de blanken”, Quassie van Nieuw Timotibo, twist en strijd in de 18de eeuw in Suriname.

- In 2009 publiceerde Dragtenstein "Alles voor de vrede", De brieven van Boston Band tussen 1757 en 1763.

- In 2017 verscheen "Van Elmina naar Paramaribo". Dit boek handelt over het waargebeurde verhaal van 'de slavenhaler' Jan Wils.

- In 2023 publiceerde Dragtenstein "Kaási, de rebellenleider" over het veelal onderbelichte eind 17e /begin 18e eeuwse verzet tegen de slavernij in Suriname.

- Bibliothèque nationale de France: cb15639009s (data)
- Digitale Bibliotheek voor de Nederlandse Letteren: drag013
- Gemeinsame Normdatei: 130232327
- International Standard Name Identifier: 0000 0000 7849 9113
- Library of Congress Control Number: nb2005003530
- Nederlandse Thesaurus van Auteursnamen: 159763169
- Virtual International Authority File: 66792963
- WorldCat: E39PBJmDrHMkB9Pbycg7KMdYT3